# Nancy Fraser
Nancy Fraser, född 20 maj 1947 i Baltimore, Maryland, är en amerikansk filosof och feministisk politisk teoretiker och professor vid The New School, New York. Tillsammans med Andrew Arato ger hon ut tidskriften Constellations, en facktidskrift för kritisk teori och demokratiteori.

## Forskning
Fraser är främst känd för sina rättviseteoretiska studier i samma tradition som exempelvis Martha Fineman. Centralt i hennes rättvisetänkande var att hon såg två separata områden, dels den distributiva rättvisan (omfördelning från rika till fattiga), men även rättvis uppskattning (jämlik uppskattning av olika identiteter och grupper i samhället.

## Publikationer i svensk översättning
- Den radikala fantasin. Mellan omfördelning och erkännande (översättning Sven-Erik Torhell, 2003)
- Rättvisans mått : texter om omfördelning, erkännande och representation i en globaliserad värld (redaktör Johan Lindgren, översättning Henrik Gundenäs, 2011)
- Det gamla dör och det nya kan inte födas (medförfattare Bhaskar Sunkara, översättning Oskar Söderlind, 2019)
- Feminism för de 99 procenten (medförfattare Cinzia Arruzza & Tithi Bhattacharya, översättning Oskar Söderlind, 2019)